# جواهرفروشی

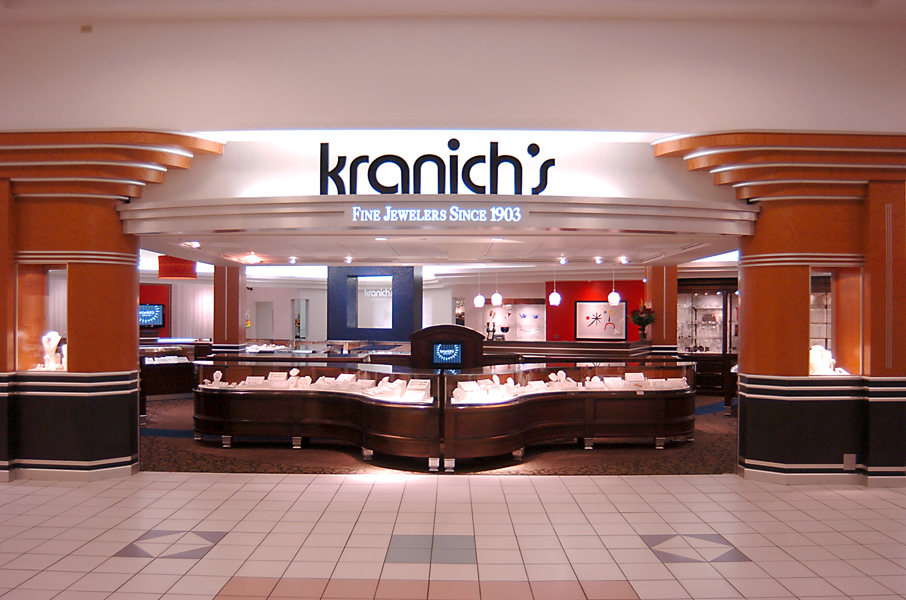
یک جواهرفروشی در آمریکا

جواهرفروشی به فروشگاهی گفته می‌شود که فلزات گران‌بها، سنگ‌های قیمتی و جواهراتی نظیر الماس، برلیان و غیره می‌فروشد. برخی جواهرفروشی‌ها ساعت‌های بسیار تجملی که برخی از آنها دارای جواهر می‌باشند را نیز عرضه می‌کنند.